# عمر مونتيردي
عمر مونتيردي (بالإسبانية: Omar Monterde)‏ هو لاعب كرة قدم إسباني في مركز نصف الجناح، ولد في 24 مارس 1989 في بلنسية في إسبانيا. لعب مع نادي ألكويانو ونادي كاستييون ونادي ليفانتي ونادي مليلية.

## وصلات خارجية
- عمر مونتيردي على موقع قاعدة بيانات كرة القدم.إي يو (الإنجليزية)
- عمر مونتيردي على موقع Soccerway.com (الإنجليزية)
- عمر مونتيردي على موقع AS.com (الإسبانية)